# Maciej Zabel
Maciej Jan Zabel (ur. 23 czerwca 1947 w Mosinie) – polski histolog i biolog komórkowy, prof. dr hab., profesor Katedry Anatomii i Histologii Collegium Medicum Uniwersytetu Zielonogórskiego oraz profesor Katedry Morfologii i Embriologii Człowieka Wydziału Lekarskiego Uniwersytetu Medycznego im. Piastów Śląskich we Wrocławiu.

## Życiorys
W 1971 ukończył studia na Wydziale Lekarskim Akademii Medycznej w Poznaniu, w 1974 obronił pracę doktorską, w 1982 uzyskał stopień doktora habilitowanego. 9 października 1990 nadano mu tytuł profesora w zakresie nauk medycznych, w 1996 uzyskał tytuł profesora zwyczajnego. W latach 1992–2007 kierował Katedrą Histologii i Embriologii Akademii Medycznej we Wrocławiu, a w latach 2006–2017 – Katedrą Histologii i Embriologii Uniwersytetu Medycznego im. Karola Marcinkowskiego w Poznaniu. Obecnie jest Prorektorem ds. Collegium Medicum Uniwersytetu Zielonogórskiego oraz profesorem w Zakładzie Histologii i Embriologii na Wydziale Lekarskim Uniwersytetu Medycznego im. Piastów Śląskich we Wrocławiu oraz Katedrze Anatomii i Histologii Uniwersytetu Zielonogórskiego.
Doktor honoris causa Uniwersytetów Medycznych w Białymstoku (2009) i we Wrocławiu (2013) oraz Uniwersytetu Warmińsko-Mazurskiego (2020), a także członek honorowy trzech towarzystw naukowych. Stypendysta Fundacji Humboldta w Uniwersytetach w Würzburgu, Hamburgu, Kilonii i Berlinie.

## Pełnione funkcje
Pełnił lub pełni szereg funkcji w strukturach międzynarodowych (Komitet Wykonawczy International Federation of Societies for Histochemistry and Cytochemistry) i jako przewodniczący struktur i organizacji krajowych badań naukowych (Komitet Ewaluacji Jednostek Naukowych, Zespół Nauk Medycznych KBN, Rada Nauki MNiSW, Zespołu ds. Nagród Ministra MNiSW, Komitet Sterujący Programu INNOMED NCBiR, Komitet Cytobiologii PAN, Polskie Towarzystwo Histochemików i Cytochemików, Rada Naukowa Instytutu Genetyki Człowieka PAN, Rada Naukowa Instytutu Immunologii i Terapii Dośw. PAN, Zespołu Współpracy Polsko-Niemieckiej MEiN „Neurobiologia”) oraz jako członek towarzystw, fundacji naukowych i 6 kolegiów redakcyjnych czasopism, a także Rady Naukowej Instytutu Matki Polki, Komisji Nagród Premiera RP, Centralnej Komisji ds. Stopni i Tytułów Naukowych.

## Działalność naukowa i publikacje
Najważniejsze kierunki badań Macieja Zabla to: biologia nowotworów, markery nowotworowe i krążące komórki nowotworowe, apoptoza w fizjologii i patologii, hormonalna regulacja gospodarki wapniowej, regulacja ekspresji hormonów, biologia molekularna w morfologii, fizjologia pęcherzyków jajnika, badanie biodostępności leków. Jego dorobek naukowy to ponad 420 prac oryginalnych oraz ponad 500 komunikatów zjazdowych. Był kierownikiem 12 projektów badawczych KBN, NCN, NCBiR oraz międzynarodowych ERA-NET.
Jest redaktorem 16 monografii i podręczników oraz autorem ponad 40 rozdziałów. Był promotorem 33 rozpraw doktorskich i opiekunem 9 habilitacji oraz recenzentem ponad 100 rozpraw doktorskich, postępowań habilitacyjnych i profesorskich.

## Odznaczenia i nagrody
- Medal Komisji Edukacji Narodowej[2]
- Krzyż Kawalerski Orderu Odrodzenia Polski[2]
- Złoty Krzyż Zasługi (2002)[7]
- 11 nagród I stopnia Ministra Zdrowia[3]